# Paipa (kommun)
Paipa är en kommun i Colombia.   Den ligger i departementet Boyacá, i den centrala delen av landet, 170 km nordost om huvudstaden Bogotá. Antalet invånare är 27 766.